# Escut (espeleotema)

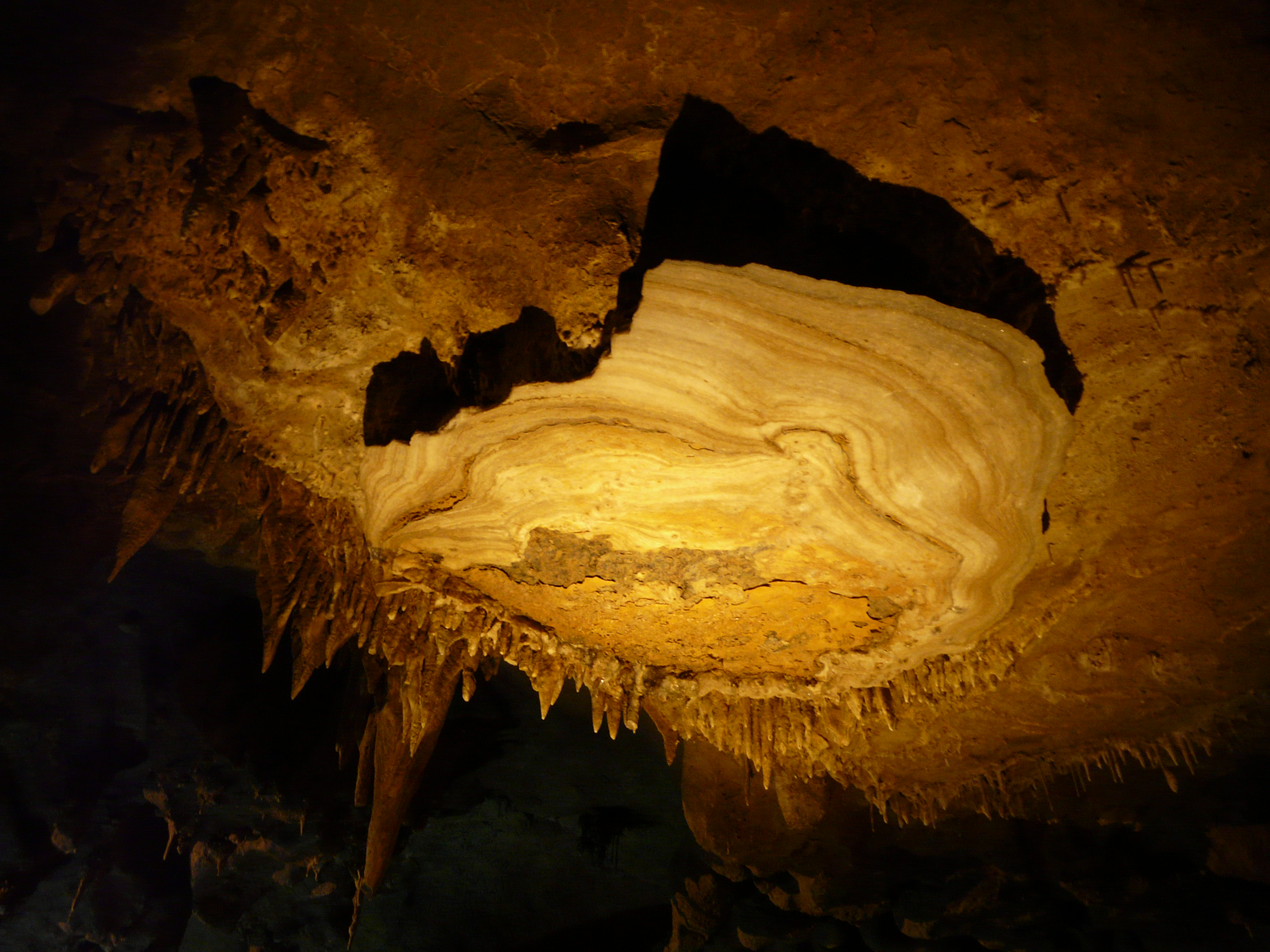
Escut a les coves de Bétharram

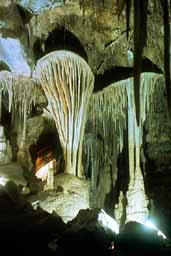
Paracaigudes al Great Basin National Park, Nevada, EUA

Un escut o paleta de pintor és un espeleotema de flux de forma oval o circular que consta de dos discs paral·lels separats per una esquerda. Són molt comuns a les coves. El seu diàmetre varia des d'uns centímetres fins a uns 3 m. Es formen sobre les parets, els sostres i els sòls de les coves, i el seu angle de repòs es correspon amb l'orientació de diàclasis o fractures de la roca.
La formació dels escuts té lloc quan l'aigua flueix sota pressió hidroestàtica des d'una estreta escletxa del sostre, del sòl o d'una paret de la cova. En alliberar-se el diòxid de carboni el carbonat de calci dissolt precipita en forma de discs paral·lels a les superfícies d'on flueix l'aigua.

## Paracaigudes
Els paracaigudes són una varietat d'escuts. Són escuts que tenen decorada la seva base amb estalactites, la qual cosa els dona aparença d'un paracaigudes.